# Municipio di St. Pölten
Il municipio di St. Pölten (in tedesco St. Pöltner rathaus) è il palazzo civico sede del comune della città austriaca di St. Pölten.
Venne eretto a partire dal 1503 e occupa tutto il lato meridionale della centrale Rathausplatz, piazza del comune.

## Storia e descrizione

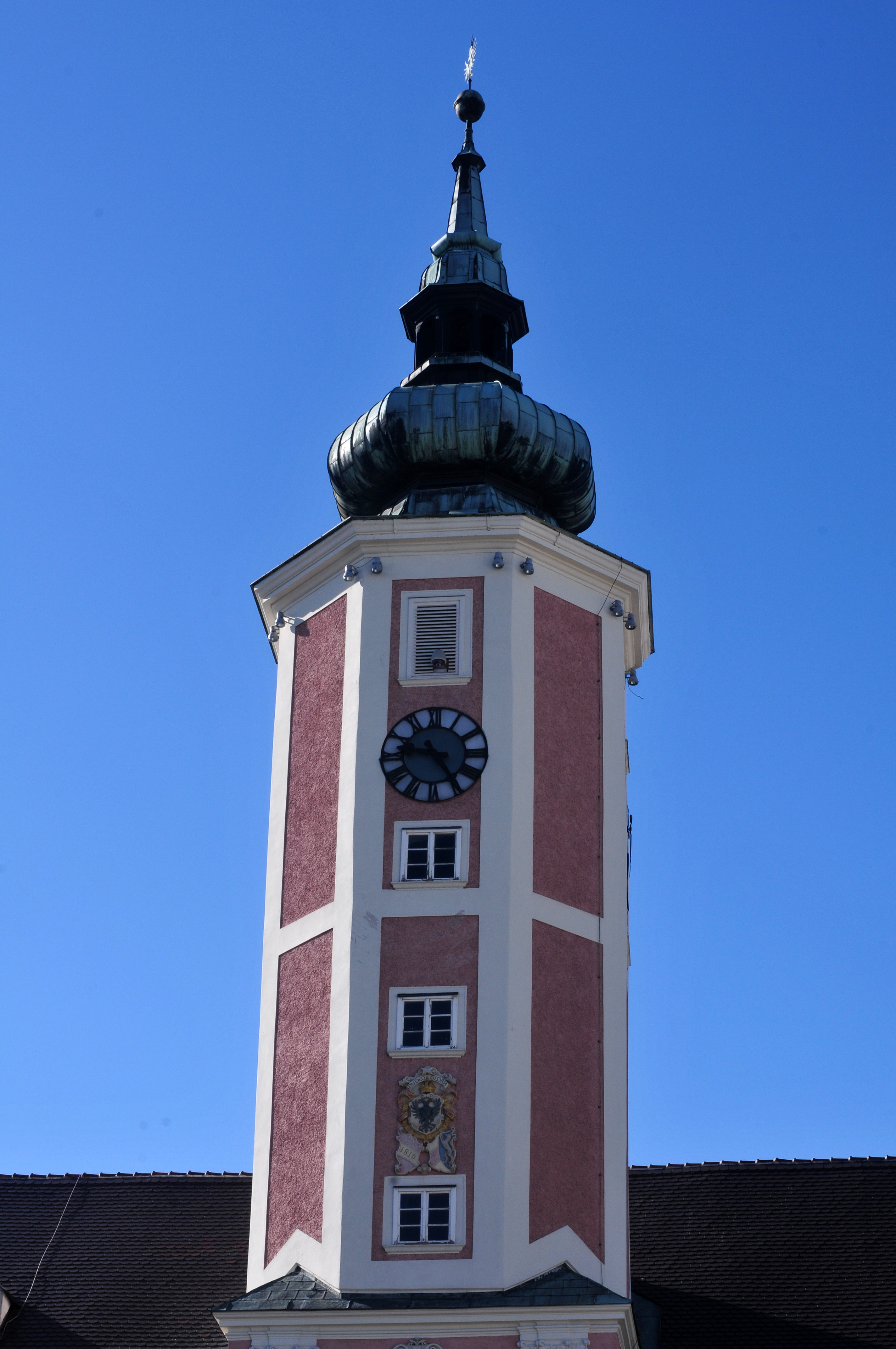
La torre ottagonale.

La prima menzione del municipio si trova in un documento del 1503, quando il comune acquista una prima casa sul centrale Breiten Markt (piazza del mercato del pane), l'odierna Rathausplatz.
Quella casa costituiva solo la metà orientale dell'attuale edificio. La metà occidentale venne acquisita nel 1567 e iniziarono i lavori di accorpamento e ristrutturazione dei due edifici. Nel 1575 si pose mano alla torre, a pianta ottagonale, che fino ad allora serviva da granaio e arsenale, il cantiere venne terminato nel 1591. 
Nella prima metà del XVIII secolo si decise l'inizio una nuova campagna di lavori atti a ingrandire e rinnovare l'edificio secondo le ultime tendenze dettate dallo stile barocco. Nel 1722 si realizzò il soffitto della Ratsaal (sala del consiglio), con i ritratti degli imperatori del Sacro Romano Impero da Federico III a Carlo VI d'Asburgo. 
Nel 1727 Joseph Munggenasts progettò la facciata che unificava definitivamente l'aspetto esterno dei vari edifici assemblati. Fra il 1750 e il 1775 venne realizzata la copertura a bulbo barocco della torre.
Nel corso del tempo, il municipio svolse innumerevoli funzioni. Ospitò una pesa pubblica, il deposito del sale, più tardi, la prima stazione dei pompieri, la biblioteca, il museo e il carcere municipale.
Venne restaurato nel 1984.